# Leonardo Valdés Zurita
Leonardo Antonio Valdés Zurita (Ciudad de México, 19 de febrero de 1953) es licenciado en economía egresado de la Universidad Anáhuac y doctor en sociología egresado de El Colegio de México (Colmex). Fue, de  febrero de 2008 a octubre de 2013, el último Consejero Presidente del Instituto Federal Electoral (IFE).
Valdés Zurita fue consejero del Instituto Electoral del Distrito Federal (IEDF) y Director Ejecutivo de Organización Electoral del IFE. En el ámbito de lo académico, se ha desempeñado como profesor de la UAM, la Universidad de Guanajuato, la UNAM, la ENAH y la Flacso. Entre 2013 y 2015 fue Investigador Asociado de El Colegio de México. Actualmente es Profesor Titular en el Instituto de Ciencias de Gobierno y Desarrollo Estratégico de la BUAP, profesor adscrito de la UDLAP y consultor Internacional desempeñando labores de asistencia y capacitación electoral.
Fue representante del Partido Mexicano de los Trabajadores y del Partido Mexicano Socialista ante la antigua Comisión Federal Electoral. Con la desaparición de ambos partidos, dejó la militancia política de manera definitiva.
El 7 de febrero de 2008 la Cámara de Diputados lo eligió Consejero Presidente del IFE para el periodo que concluyó el 30 de octubre de 2013, por acuerdo de los ocho grupos parlamentarios, con un total de 398 votos a favor, 43 votos en contra, tres abstenciones y 14 votos de otros candidatos.
Por su trayectoria profesional y su desempeño como Consejero Presidente del IFE, ha recibido los siguientes reconocimientos:
En 2011 la asamblea de asociados de la Sociedad Mexicana de Estudios Electorales lo 
distinguió con el nombramiento de Asociado Honorario, por sus aportes a los estudios 
electorales. 
Recibió el Premio a la Democracia 2013 de la Fundación Internacional para los Sistemas 
Electorales (IFES ), que se entrega anualmente a aquellos individuos que encarnan el 
carácter y el espíritu del Ex Embajador y Presidente de la Junta Directiva de IFES, Charles T. 
Manatt, en su búsqueda incansable por la democracia y la libertad. 
En septiembre de 2013 recibió, por su trayectoria, el reconocimiento de Miembro Honorario 
de la Asociación de Autoridades Electorales de Europa (ACEEEO), por sus siglas en inglés.
En septiembre de 2014 fue designado Huésped de Honor de la Ciudad Autónoma de Buenos 
Aires, Argentina, por voto unánime de la Legislatura de esa ciudad.

## Publicaciones
- Sistemas electorales y de partidos